# Robert Mourral
Le capitaine de corvette Robert Mourral, né le 22 avril 1898 à Avignon (Vaucluse) et mort le 1er octobre 1982 à La Seyne-sur-Mer (Var), était un officier de marine français.